# Jack Yerman
Jack Yerman (Oroville, 5 de febrero de 1939) fue un atleta estadounidense, especializado en la prueba de 4x400 m en la que llegó a ser campeón olímpico en 1960.

## Carrera deportiva
En los JJ. OO. de Roma 1960 ganó la medalla de oro en los relevos de 4x400 metros, con un tiempo de 3:02.2 segundos que fue récord del mundo, llegando a meta por delante de Alemania y las Indias Occidentales Británicas, siendo sus compañeros de equipo: Earl Young, Glenn Davis y Otis Davis.